# Bharrat Jagdeo
Bharrat Jagdeo (Unity Village, 23 de enero de 1964) es un político guayanés. Fue presidente de Guyana desde el 11 de agosto de 1999 al 3 de diciembre de 2011. 
Jagdeo nació en Unity Village en la costa este de Demerara. Se unió al ala juvenil del Partido Progresista Popular (PPP), la Organización de la Juventud Progresista, cuando tenía 13 años, y se convirtió en un miembro del propio PPP a los 16 años. Posteriormente, se elevó a posiciones de liderazgo local en el partido.
Después de obtener una maestría en Economía de Lumumba "Amistad de los Pueblos Patrice Universidad de Moscú en 1990, regresó a Guyana y trabajó como economista en la Secretaría de Estado de Planificación hasta que el PPP ganó en las elecciones de octubre de 1992. Después de esto se convirtió en Asesor Especial del Ministro de Hacienda. El 6 de febrero de 2010, el grado de Doctor Honoris Causa le fue conferido al Presidente Jagdeo por la Universidad de Moscú.
Jagdeo fue designado como subsecretario de Finanzas en octubre de 1993, y unas semanas más tarde, en el Congreso 24 del PPP, fue elegido miembro de Comité Central del partido. Más tarde se convirtió en miembro del Comité Ejecutivo del PPP. En el Consejo de Ministros, fue ascendido al cargo de Ministro de Finanzas en mayo de 1995.
El 8 de agosto de 1999, la viuda del presidente Cheddi Jagan, Janet Jagan, anunció que dimitía como presidenta por razones de salud y que Jagdeo sería su sucesor. Debido a que el Primer Ministro es el sucesor legal del presidente, Jagdeo asumió el cargo de Primer Ministro de manera interina el 9 de agosto. Juró a continuación, en calidad de Presidente el 11 de agosto. Interinamente gobernó Sam Hinds.
Jagdeo fue reelegido para otro mandato de cinco años el 28 de agosto de 2006, con el PPP obteniendo 54,6 por ciento de los votos y amplió su mayoría por dos a 36 escaños en el parlamento de 65 miembros. Fue juramentado para un nuevo mandato el 2 de septiembre.
El mandato del Presidente Jagdeo en el cargo ha sido testigo de un acceso muy mejorado a la educación, la rehabilitación del sistema de salud, la reforma agraria de largo alcance, la mayor expansión del sector de la vivienda en la historia de Guyana, la expansión de los sistemas de agua y saneamiento, y el desarrollo a gran escala de la carretera, fluviales y las redes de transporte aéreo. Paralelamente, la deuda nacional de Guyana se ha reducido considerablemente, nuevas adquisiciones públicas y las leyes de competencia han sido aprobadas, y las reformas a los regímenes fiscales, fiscales y de inversión se hayan implantado. A partir de enero de 2011, Guyana está entrando en su quinto año de fuerte crecimiento económico, la deuda externa se ha reducido a la mitad, y las reservas externas son casi tres veces su nivel de 2006. 
En los últimos años, el presidente Jagdeo ha insistido en la necesidad de una acción internacional urgente para evitar los peores extremos del cambio climático. Bajo Guyana carbono Estrategia de Desarrollo establece una escala nacional, modelo replicable para proteger a 16 millones de hectáreas forestales en Guyana, frente al 17% de las emisiones mundiales de gases de efecto invernadero que resultan de la deforestación y la degradación de los bosques, y reorientar la economía de Guyana en un largo plazo "clima de la deforestación de baja, baja emisión de carbono, la trayectoria de resistencia". Como parte de la construcción de este modelo global, Noruega se ha asociado con Guyana para proporcionar hasta 250 millones de dólares en 2015 para evitar las emisiones de gases de efecto invernadero de los bosques de Guyana. Guyana está utilizando estos pagos y los recursos nacionales para atraer inversión privada a las oportunidades en energía limpia y nuevos sectores económicos de bajo carbono, así como realizar importantes inversiones públicas en otras prioridades sociales y económicas. Esto ha sido descrito por CDKN, el clima de la política basada en la red del Reino Unido como "tal vez el más progresista de carbono estrategia de desarrollo bajo en una renta baja (sic) país." 
Uno de los primeros actos Jagdeo, al asumir la Presidencia de Guyana fue a firmar en la constitución de Guyana un límite de dos mandatos para los presidentes. Él será el primer Presidente que dimitir de conformidad con esta disposición constitucional, después de las elecciones de 2011.
Desde 2015 hasta 2020 fue el líder de la oposición en la Asamblea Nacional de Guyana.
En agosto de 2020 asumió como Segundo Vicepresidente de Guyana bajo el gobierno de Irfaan Ali.